# Bolinichthys
El género Bolinichthys son peces marinos de la familia mictófidos, distribuidos por gran parte de los océanos.
Son pequeños, con una longitudes máximas que oscilan entre 4 y 12 cm según la especie, con fotóforos a lo largo de su cuerpo que producen bioluminiscencia, lo que le ayuda en la gran profundidad en la que viven, donde no llega la luz y reina la oscuridad.

## Especies
Existen siete especies válidas en este género:
- Bolinichthys distofax (Johnson, 1975)
- Bolinichthys indicus (Nafpaktitis & Nafpaktitis, 1969) - Mictófido índico.
- Bolinichthys longipes (Brauer, 1906) - Linternilla longipes.
- Bolinichthys nikolayi (Becker, 1978) - Mictófido Nicolás.
- Bolinichthys photothorax (Parr, 1928) - Linternilla alilargo.
- Bolinichthys pyrsobolus (Alcock, 1890)
- Bolinichthys supralateralis (Parr, 1928) - Mictófido supralateral.